# Itame atlantis
Itame atlantis är en fjärilsart som beskrevs av Louis Beethoven Prout 1928. Itame atlantis ingår i släktet Itame och familjen mätare. Inga underarter finns listade i Catalogue of Life.